# 四川大学华西医院
四川大学华西医院（四川大學華西臨床醫學院），是位于中国四川省成都市国学巷的一座大型三级甲等医院，也是全世界单体规模最大的医院。四川大学华西医院同四川大学华西临床医学院实行两块牌子、一套班子的管理机制，拥有中国科学院院士1名、长江学者6名、国家重点学科9个、国家重点实验室1个，是中国知名的教学医院。

## 历史
四川大学华西医院起源于由美国、英国、加拿大等国的基督新教差会（加拿大英美会、美国美以美会差会）於1892年在成都创建的仁济、存仁医院。
1914年，华西协合大学建立医科，将其作为教学医院。
1937年抗战爆发，国立中央大学、金陵大学、金陵女子文理学院、燕京大学、齐鲁大学内迁成都，与华西协合大学联合办学办医。
1938年7月，组建“华大、中大、齐大三大学联合医院”。
1946年，华西协合大学新医院在现址建成，简称大学医院或华西医院。
1950年，中华人民共和国人民政府接管华西协合大学。
1953年，华大经院系调整为四川医学院，医院更名四川医学院附属医院。
1985年，四川医学院更名为华西医科大学，医院更名为华西医科大学附属第一医院。
2000年10月，四川大学与华西医科大学合并，随后学院/医院更名为四川大学华西临床医学院/华西医院。

## 四川大学華西臨床醫學院
四川大学華西臨床醫學院始於1914年建立的華西協和大學醫科。從1993年開始，四川大学華西臨床醫學院與四川大学華西醫院實行「两塊牌子、一套班子」的管理模式。該院於1988年開設臨床醫學七年制，2004年獲准開設臨床醫學八年制專業。
截至2015年，該院具有高級職稱的教師有836人，其中中國科學院院士1人、長江學者6人，有臨床醫學、中西醫臨床醫學，以及護理學三個一級學科的博士授予權，有（中華人民共和國）國家重點學科9個、國家重點培育學科2個。